# 12. National Hockey League All-Star Game
Das 12. National Hockey League All-Star Game wurde am 4. Oktober 1958 in Montréal, Kanada, ausgetragen. Das Spiel fand im Forum de Montréal, der Spielstätte des Stanley-Cup-Siegers Canadiens de Montréal statt. Die Canadiens konnten die All-Stars mit 6:3 bezwingen.

## Mannschaften
| #           | Land        | Spieler          | Pos.            |
| Torhüter    |             |                  |                 |
| 1           | Kanada 1957 | Jacques Plante   | Jacques Plante  |
| Verteidiger |             |                  |                 |
|             | Kanada 1957 | Jean-Guy Talbot  | Jean-Guy Talbot |
|             | Kanada 1957 | Bob Turner       | Bob Turner      |
| 2           | Kanada 1957 | Doug Harvey      | Doug Harvey     |
| 10          | Kanada 1957 | Tom Johnson      | Tom Johnson     |
| 21          | Kanada 1957 | Ian Cushenan     | Ian Cushenan    |
| Angreifer   |             |                  |                 |
| 4           | Kanada 1957 | Jean Béliveau    | C               |
| 5           | Kanada 1957 | Bernie Geoffrion | RW              |
| 6           | Kanada 1957 | Ralph Backstrom  | C               |
| 9           | Kanada 1957 | Maurice Richard  | RW              |
| 12          | Kanada 1957 | Dickie Moore     | RW              |
| 14          | Kanada 1957 | Claude Provost   | RW              |
| 15          | Kanada 1957 | Ab McDonald      | LW              |
| 16          | Kanada 1957 | Henri Richard    | C               |
| 18          | Kanada 1957 | Marcel Bonin     | LW              |
| 20          | Kanada 1957 | Phil Goyette     | C               |
| 22          | Kanada 1957 | Don Marshall     | LW              |
| 23          | Kanada 1957 | André Pronovost  | LW              |

| #           | Land        | Spieler             | Pos.                | Team                |
| Torhüter    |             |                     |                     |                     |
| 1           | Kanada 1957 | Glenn Hall          | Glenn Hall          | Chicago Blackhawks  |
| Verteidiger |             |                     |                     |                     |
| 3           | Kanada 1957 | Marcel Pronovost    | Marcel Pronovost    | Detroit Red Wings   |
| 4           | Kanada 1957 | Bill Gadsby         | Bill Gadsby         | New York Rangers    |
| 5           | Kanada 1957 | Red Kelly           | Red Kelly           | Detroit Red Wings   |
| 14          | Kanada 1957 | Fernie Flaman       | Fernie Flaman       | Boston Bruins       |
| 19          | Kanada 1957 | Doug Mohns          | Doug Mohns          | Boston Bruins       |
| 24          | Kanada 1957 | Dollard St. Laurent | Dollard St. Laurent | Chicago Blackhawks  |
| Angreifer   |             |                     |                     |                     |
| 7           | Kanada 1957 | George Sullivan     | C                   | New York Rangers    |
| 8           | Kanada 1957 | Andy Bathgate       | RW                  | New York Rangers    |
| 9           | Kanada 1957 | Gordie Howe         | RW                  | Detroit Red Wings   |
| 10          | Kanada 1957 | Alex Delvecchio     | C                   | Detroit Red Wings   |
| 11          | Kanada 1957 | Jerry Toppazzini    | RW                  | Boston Bruins       |
| 12          | Kanada 1957 | Camille Henry       | C                   | New York Rangers    |
| 15          | Kanada 1957 | Billy Harris        | C                   | Toronto Maple Leafs |
| 16          | Kanada 1957 | Dick Duff           | LW                  | Toronto Maple Leafs |
| 17          | Kanada 1957 | Ed Litzenberger     | RW                  | Chicago Blackhawks  |
| 18          | Kanada 1957 | Don McKenney        | C                   | Boston Bruins       |
| 20          | Kanada 1957 | Bob Pulford         | LW                  | Toronto Maple Leafs |

## Spielverlauf

### Montréal Canadiens 6 – 3 NHL All-Stars
| Team       | Zeit  | Stand | Torschütze       | Vorlagengeber    | Vorlagengeber   |
| 1. Drittel |       |       |                  |                  |                 |
|            | 9:19  | 1–0   | Maurice Richard  | Doug Harvey      | Dickie Moore    |
|            | 16:20 | 2–0   | Bernie Geoffrion | Henri Richard    |                 |
| 2. Drittel |       |       |                  |                  |                 |
|            | 22:33 | 3–0   | Don Marshall     | Claude Provost   |                 |
|            | 25:08 | 4–0   | Henri Richard    | Jean-Guy Talbot  | Dickie Moore    |
|            | 31:39 | 4–1   | Bob Pulford      | Jerry Toppazzini | Billy Harris    |
| 3. Drittel |       |       |                  |                  |                 |
|            | 43:55 | 4–2   | Andy Bathgate    | Ed Litzenberger  | Camille Henry   |
|            | 47:43 | 5–2   | Ab McDonald      | Claude Provost   | Don Marshall    |
|            | 53:54 | 5–3   | Andy Bathgate    | Bob Pulford      | George Sullivan |
|            | 56:04 | 6–3   | Maurice Richard  | Dickie Moore     | Henri Richard   |

Schiedsrichter: Eddie Powers 

Linienrichter: George Hayes, William Morrison 

Zuschauer: 13.989